# Ligamentum meniscofemorale

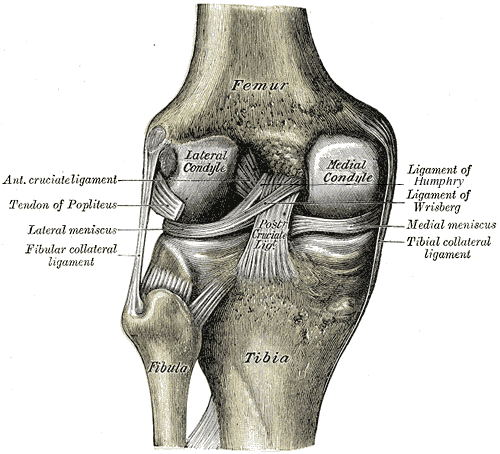
Ansicht des linken Kniegelenks von hinten mit Blick auf die Ligamenta meniscofemoralia

Das Ligamentum meniscofemorale (Meniskus-Oberschenkelknochen-Band) ist eine Bandstruktur, die vom Hinterhorn des Außenmeniskus zum innenseitigen Femurkondylus verläuft. Zwar werden auch Bänder vom Vorderhorn des Meniskus und solche vom medialen Meniskus beschrieben, ihre Häufigkeit scheint jedoch deutlich geringer zu sein.

## Mensch

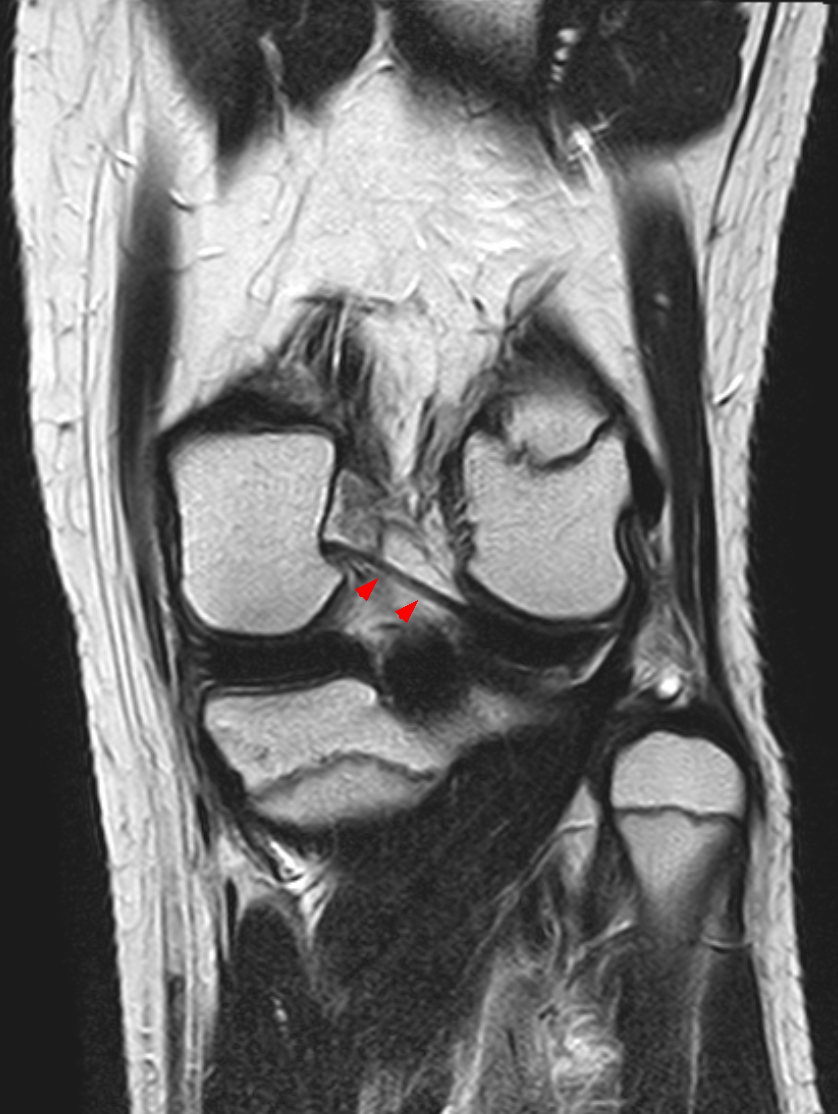
Ligamentum meniscofemorale posterius in der MRT, coronar

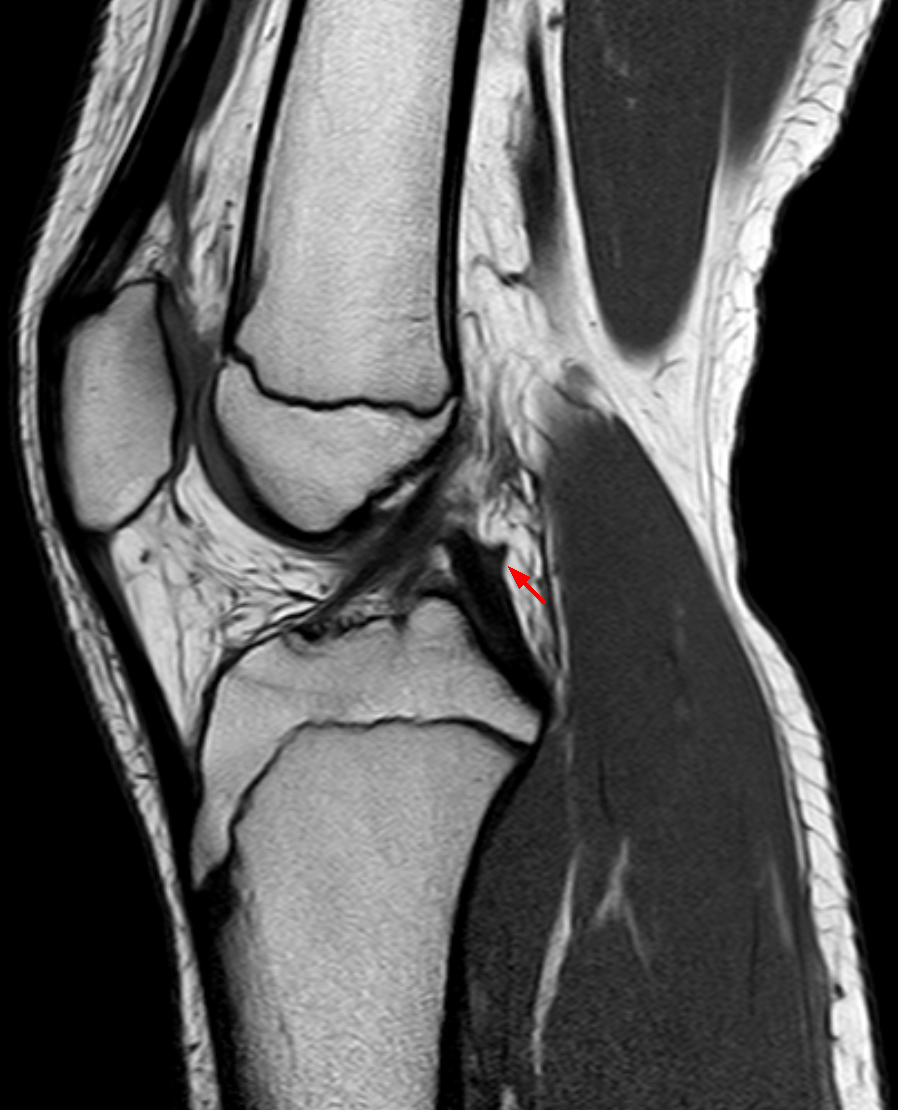
Ligamentum meniscofemorale posterius in der MRT, sagittal

Die häufigsten meniskofemoralen Bänder (Ligamenta meniscofemoralia) beim Menschen sind
- das Ligamentum meniscofemorale posterius (auch Ligamentum Wrisberg) hinter dem hinteren Kreuzband und
- das Ligamentum meniscofemorale anterius (auch Ligamentum Humphry) vor dem hinteren Kreuzband verlaufend.[2][3][4]

Das Ligamentum Wrisberg ist mit einer Häufigkeit um 70 % häufiger vorhanden als das Ligamentum Humphry mit einer Häufigkeit von ca. 50 %. Die Bänder sind bei jüngeren Menschen häufiger nachweisbar als bei älteren, was auf die Möglichkeit einer Degeneration hinweist.
Bei gleichem Ursprung am medialen Femurkondylus werden nach ihrem Ansatz drei Typen des Ligamentum Wrisberg unterschieden:
- Typ 1: Klassischer Ansatz am Außenmeniskushinterhorn
- Typ 2: Fächerartiger Ansatz vom Meniskus bis weiter nach medial am Schienbein
- Typ 3: Kein Ansatz am Meniskus, sondern nur am Schienbein (wird von anderen Autoren als Anteil des hinteren Kreuzbandes gesehen[3])

### Geschichtliches
Die Erstbeschreibung der meniskofemoralen Bänder wird Josias Weitbrecht 1742 zugeschrieben. Eine ausführliche Beschreibung des Ligamentum Wrisberg findet sich bei Robert 1855. Auch wenn Heinrich August Wrisberg inzwischen als Namensgeber für das Ligamentum meniscofemorale posterius akzeptiert ist, ist von ihm wohl niemals ausführlich darüber berichtet worden.
Der Ausdruck „drittes Kreuzband“ wurde immer wieder für die beiden meniskofemoralen Bänder verwendet, hat sich jedoch nicht im Alltag durchgesetzt.

### Funktion und klinische Bedeutung

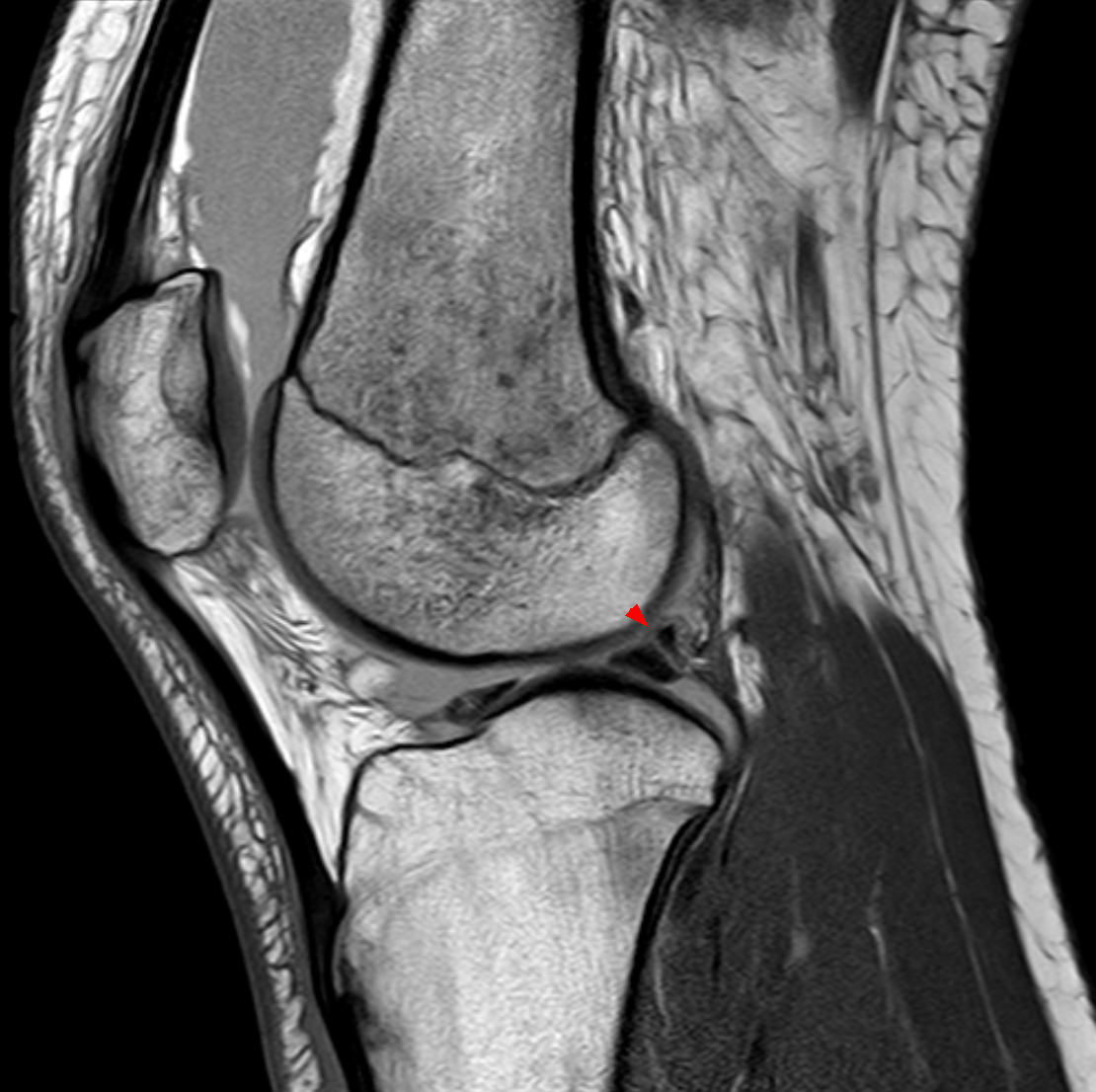
Ligamentum meniscofemorale posterius (Wrisberg) hinter dem Aussenmeniskus-Hinterhorn dicht an seinem Ansatz. Der Befund kann als Einriss des Meniskus fehlinterpretiert werden.

Die biomechanische Funktion der meniskofemoralen Bänder wird heute in erster Linie darin gesehen, die Verschiebung des Schienbeins nach dorsal zu begrenzen. Dabei spannt sich das Ligamentum Humphry bei Beugung, das Ligamtentum Wrisberg bei Streckung des Kniegelenks. Sie wirken somit synergistisch mit dem hinteren Kreuzband und erlangen bei einer Verletzung desselben eine besondere Bedeutung für die Stabilität des Kniegelenks.
In der MRT muss der Verlauf der Ligamenta meniscofemoralia berücksichtigt werden, um eine Verwechslung mit einem verlagerten Anteil des Außenmeniskus bei einem Riss desselben zu vermeiden.